# Nissan 1400
Der Nissan 1400 ist ein Pick-up, der von 1976 bis 2007 in Südafrika unter wechselnden Bezeichnungen hergestellt wurde. Sein Nachfolger ist der Nissan NP200. Er wurde zunächst beim Unternehmen Rosslyn Motor Assemblers hergestellt, das später zu Nissan South Africa wurde.

## Modellgeschichte
Das Fahrzeug mit der internen Bezeichnung B120 wurde ab 1971 weltweit – auch in Südafrika – als Datsun 1200 verkauft und basierte auf dem Modell B110. Es hatte eine Nutzlast von mehr als einer halben Tonne.
Im Jahr 1976 wurde der Datsun 1200 in 120 Y umbenannt. Gleichzeitig begann die Produktion in Südafrika.
Das Modell trug ab 1979 die interne Bezeichnung B121 bzw. ab 1981 B122, während die nur in Südafrika erhältliche, stärker motorisierte Variante die Nummer B140 erhielt. Der B120 wurde in Australien bis 1985 und in Japan bis 1994 produziert.
Das Modell in Südafrika erhielt 1980 (oder 1984) einen 1,4-l-Motor (Code A14) und wurde entsprechend in Datsun 1400 bzw. 1982 in Nissan 1400 umbenannt.
Im Jahr 1985 erhielt der Nissan 1400 ein um 75 mm höheres Kabinendach sowie Scheibenbremsen vorne. Etwa zum gleichen Zeitpunkt betrug der südafrikanische Produktionsanteil bereits 100 %.
Die Modellpflege umfasste zudem die Umstellung auf rechteckige Scheinwerfer und auf schwarze anstelle verchromter Stoßfänger. Weitere Facelifts erfolgten 2002 und 2005.
Spätere Modelle des Nissan 1400 hatten ein Fünfganggetriebe. Wesentliche technische Aspekte wie z. B. Motor mit Vergaser, Blattfedern und Hinterradantrieb blieben jedoch während der gesamten Bauzeit unverändert.
Der Nissan wurde in Südafrika als eine Referenz dieser Fahrzeugklasse angesehen und trug auch den Beinamen „Champion of Africa“. Die Produktion, die aufgrund verschärfter Emissions- und Sicherheitsvorschriften eingestellt wurde, endete mit 150 Exemplaren einer Heritage Edition.